# MEWS新聞地圖
MEWS(新聞地圖) 是一個香港本土的公民新聞平台，平台上的報道都由非專業或非傳統新聞傳播者所發報。相類似的著名平台機制有香港獨立媒體、台灣的PeoPo公民新聞，南韓的OhmyNews及美國有線電視新聞網的CNN iReport等。本着全民發聲的概念，結合身邊事系統，務求做到隨時報道、放眼世界、不忘身邊。與一般新聞網站不同，MEWS對地理位置的訊息非常重視，管理員會為大部分新聞消息加入相關地理位置資料。
MEWS 已於2015年12月被共享經濟集團 ECrent World Wide Company Limited  (1178) 收購。

## 成立
有見近年香港的言論自由不斷收窄，於2014年中旬，一群互聯網使用者發起了全民發聲運動，而互聯網創業者David Tang亦在此時成立了MEWS新聞平台，平台採用完全開放的模式，不設審稿制度，所有用戶均有權利發佈新聞或評論，並透過其他用戶的回應來篩選放上首頁的報道。

## 身邊事系統
「身邊事」為平台上一個最重要的分類，此類新聞必須附上地理位置，從而建構一幅新聞地圖。手機版的MEWS亦會按用戶的所在地列出最近用戶的「身邊事」。

## 信用度系統
全民發聲，完全開放必然會出現大量垃圾訊息，故此，用戶在發佈新聞時必須使用1點信用度，信用度可加可減，一切取決於其他用戶的評價。獲得一次加熱可得5點信用度, 而獲得一次滅火則會減4點信用度, 給予滅火的用戶亦須使用1點信用度。

## 熱度系統
熱度是結合了瀏覽量、留言數、用戶加熱及降溫數的綜合數值，它決定每則新聞的位置，並反映了該新聞的重要程度。每日熱度最高的新聞會成為當日的頭條。只有已登入的用戶才可以為文章／新聞加熱或降溫。

## 專場會員制度
專場會員基本上和其他會員一樣，唯一不同的是他們能夠發表題材不限的專場報道，但由於MEWS全民發聲的理念，並不鼓勵版面長期被部分會員佔據，所以專場報道不會成為頭條。

## 同類獨立媒體
- 輔仁媒體
- 主場新聞
- 香港獨立媒體
- PeoPo公民新聞